# История на Естония
Историята на Естония разглежда събитията на територията на съвременна Естония от момента на заселването ѝ до днес. Първите човешки селища на територията възникват около 9 500 – 9 600 г. пр.н.е. в рамките на т.нар. Кундска култура. Към X — XIII век се образува раннофеодално общество, в което начело стоят старейшини и предводители на военни отряди.
През XIII век кръстоносците, надвиват съпротивата на естите и включват земите им в състава на Ливонския орден. От този момент насетне в течение на няколко столетия балтийските немци заемат ключови позиции в структурите на властта, културата и икономиката на Естония. През XVI век настъпва ерата на Реформацията, оттогава основно религиозно изповедание става Протестантството. През същия век след Ливонската война северна Естония влиза в състава на Швеция, а след още половин век към нея се присъединява и южна Естония.
След Северната война между Швеция и Русия през 1721 година Естония влиза в състава на Руската империя. По данни от преброяване на населението от 1897 г. в Естония са живеели 958 000 души, от които малко над 90 % естонци, 4 % руснаци и 3,5 % германци.
След разпада на Руската империя е провъзгласена независима и демократична Естонска република. Независимостта е постигната в резултат на Освободителната война. На 2 февруари 1920 года Съветска Русия и Естония подписват Тартуския мирен договор за взаимно признаване. На 22 септември 1921 г. Естония става член на Обществото на народите.
В резултат на секретно допълнение към договора Рибентроп-Молотов през септември 1939 г. СССР налага на Естония т.нар. Пакт за взаимопомощ, а на 6 август 1940 г. Естония е включена в състава на СССР. В периода от 7 юли 1941 до 24 ноември 1944 г. територия на Естония е окупирана от Нацистка Германия. След като Съветската армия си връща контрола, Естония отново става част от СССР. САЩ и редица други страни признават това включване де факто но не и де юре.
Независимостта на Естония е възстановена на 8 май 1990 година след разпадането на СССР. Естония е приета в ООН на 17 септември 1991 г. През 2004 г. става член на ЕС и НАТО.

## Античност, Средновековие, Ранна нова история
В античните писания наименованието „Aisti“ или „Aesti“ се отнася повече за живеещите на юг балти, отколкото за тези, обитаващи земите на днешна Естония. Още англосаксонският пътешественик Вулфстан използва тази дума в античното ѝ значение през IX в. Първи споменавания на племената на естите има от Тацит, Касиодор, Йорданес, Алфред Велики, Адам Бременски и Хенрик Латвийски. В началото на XIII в. в Естония минават мисионери от Дания. Дания и Братството на меча или по-скоро Тевтонският орден са двете сили, борещи се за надмощие в Естония. През 1356 г. естонците са покорени от Тевтонския орден. Оттогава в Естония живеят много немци, които скоро съставят етническата група, която е наречена балтийски немци. От 13-ото столетие след Христа по земите на Естония живее и шведско малцинство – Естонски шведи.
Средновековието в Естония се бележи от принадлежността на естонските градове към Ханза и техните контакти със Скандинавия. След разпадането на държавите на Ордена заради войната с Иван IV Грозни (Ливонска война) Естония попада под шведска власт. Южна Естония около Тарту заедно със Североизточната част изграждат днешна Литва – херцогството (по-ранно страна от Ордена) Ливланд (на естонски: Liivimaa; на латвийски: Vidzeme; на полски: Inflanty). През 1561 г. става част от Полша, но след Алтмаркския договор от 1629 г. е под властта на Швеция. Към Ливланд (след като шведите завземат земята) се отнасят различно в сравнение със самата Естония, която доброволно се покорява на Швеция. Преди всичко е силно ограничено съсловното застъпване. Местните селяни все пак се радват на много по-големи свободи по време на шведското владичество, отколкото ще имат под руска власт.

## Част от Руската империя
През 1710 (окончателно след Нищадския договор през 1721 г.) Естония попада под руска власт и по-точно под управлението на Петър I. Територията на днешна Естония принадлежи по онова време към Балтийските губернии на Руската империя (северната част към Естландска губерния, а южната към Лифландска губерния, ръководена от Рига). През 1816 г. е премахнато крепостничеството в Естландската губерния (в Русия едва през 1861 г.) Императорите след Александър III (1881 – 1894) следват строга политика на русификация, при която се наблюдава намаляване на суверенитета на балтийско-немските висши слоеве на обществото. Едновременно с това се дестабилизира обществения ред от растящите национални и стопански интереси и работническите и селски движения на естонци и латвийци.
При това развитие към собствена културна и политическа идентичност играе важна роля университетът Тарту. Учещите в него от 70-те години на XIX век естонци вече осъзнават своето положение и не искат да бъдат асимилирани в Руската империя, а изискват да имат своя собствена идентичност, обединявайки се предимно в „Съюз на естонските студенти“.

## Независимост
След руската Февруарска революция през 1917 г. се съставя естонски национален съвет. Той обявява Естония за република на 24 февруари 1918 г. – един ден преди нахлуването на войската на Германската империя. Но това е просто един документ, чиято валидност е отвоювана през Освободителната война (1918 – 1920). На 2 февруари 1920 г. СССР признава независимостта на Естония „за всички времена“ чрез Тартуския мирен договор.
Страната преживява стопански и културен разцвет. Относително либералната атмосфера се променя със световната криза през 1933 и 1934 г. Реагирайки на подема на екстремисткото дясно движение на ветерани от Освободителната война преди президентските избори през 1934 г., държавният глава Константин Петс и главнокомандващият военните сили Йохан Лайдонер обявяват извънредно положение и разпускат парламента. Авторитарният им режим губи своята сила в началото на 1938 г., защото тогава отново е съставен парламент с избрани от тях членове. Преди вътрешнополитическото състояние да успее да се възстанови до демократичните стандарти, развитието е прекъснато от външнополитически събития.
Независимата република Естония успява да създаде официално връзка с влиятелни държави и да утвърди своето съществуване на картата на Европа. Самостоятелността на страната обаче бива прекратена вследствие на договора за ненападение между СССР и Германия, сключен през август 1939 г. Окупацията на Естония започва от юни 1940 г.

## Съветска и германска окупация
Естония попада под мерника на двата агресора – СССР и Нацистка Германия, които предрешават бъдещето на балтийските държави и влиятелни райони през август 1939 чрез Пакта Рибентроп-Молотов. Малко преди това немският Райх подписва договор за ненападение с Естония и Латвия. През октомври 1939 г. голяма част от балтийските немци (благородници, търговци, много академици) са насилствено преселени във Вартегау. В периода от 1940 до 1944 г. своята земя в западната част на страната напускат между 70 и 75 хиляди естонци основно вследствие на съветска, но отчасти и заради немска окупация.
На 16 юни 1940 г. Съветският съюз поставя ултиматум на Естония и в крайна сметка я окупира. На 16 август същата година под съветски натиск е обявена Естонска съветска социалистическа република и чрез формалното си присъединяване към СССР Естония бива окончателно анексирана. Тази първа фаза на съветската власт от юни 1940 до юни 1941 г. е съпроводена с терор и масови принудителни изселвания срещу естонския народ. Кулминацията достига през нощта между 14 и 15 юни 1941 чрез сталинската политика на репресии, когато около един процент от цялото население е арестувано и депортирано (общо 47 000, в Естония около 10 000 души). Около 60% от тях умират в съветските лагери ГУЛАГ.
След неочакваното нападение на Нацистка Германия срещу Съветския съюз на 22 юни 1941 г. Естония бива завладяна от немски войски през август 1941 г. След 5 декември 1941 държавата е главна област Естония в границите на райхскомисариата Остланд. Годните за военна служба естонци са мобилизирани в немския Вермахт, при което над 5 хиляди мъже бягат във Финландия. През първата половина на месец октомври 1944 г. немските войски напускат Естония, за да избегнат настъпващите руски сили.

## Естонска ССР
През есента на 1944 г. Червената армия отново завзема териториите на страната. Голяма част от шведскоговорещото мнозинство (преди всичко живеещите на островите) са изпратени в изгнание и приети от Швеция.
Естонската ССР се създава, а с това се подновява огромното влияние на СССР върху Естония. Тази радикална промяна не е призната от Запада, но все пак е направена. Хиляди естонци наново са депортирани към Сибир. Поради масивните преселения на рускоговорещи (политика на русификация) към източните райони на Естония, самите естонци стават малцинство в собствената си страна.
По време на съветското присъствие е преместена източната граница в полза на Русия. Естония губи териториите около Ивангород (естонски Яаанилин) и Печори (Петсери).
Намаляването и прекъсването на всички връзки със Запада е успешно в Естония, макар съвсем по-малко в сравнение с другите съюзни републики, защото отвъд широкия фински морски залив се намира Финландия. Заради близостта между езиците финландските радиа и телевизии са безпроблемно разбираеми за естонците и те често прибягват до тях по време на Естонската ССР.
Преди да е възможно едно ясно политическо отделение от Русия, се проявява самосъзнанието на естонците чрез редица народни движения, които са известни със своите хорови представления (напр. Пеещата революция)

## Обявяване на независимост
През 1990 г. Естония обявява наново своя суверенитет, който влиза в сила през 1991 г. заедно с Литва и Латвия: на 20 август 1991 е обявена независимостта на трите страни от техните правителства. Правителствата се отказват от териториите, завзети от СССР през окупацията и населени главно от руси, за да не се наруши мирът и за да не се провокира Русия допълнително.
В началото Естония е политически и стопански нестабилна. През 90-те години на XX век стопанството е в подем („Балтийският тигър“).
На 29 март 2004 г. Естония става членка на НАТО. От 1 май същата година е и членка на Европейския съюз. Външната политика на страната е насочена към славянските държави.